# Afriški minljivec
Afriški minljivec (znanstveno ime Anax ephippiger) je vrsta raznokrilih kačjih pastirjev iz družine dev, razširjena po skoraj vsej Afriki, od koder se redno seli proti Evropi in Jugozahodni Aziji, razmnoževanje pa so potrdili tudi v Južni Ameriki in na Karibih. Nekateri avtorji ga uvrščajo v rod Hemianax.

## Opis
Je razmeroma velik kačji pastir, odrasli dosežejo 61 do 70 mm v dolžino, od tega 43 do 56 mm zadek, zadnji krili pa merita 43–48 mm. Telo in sestavljene oči so rjavkaste, peščene barve, z zelo vpadljivim modrim »sedlom« pri samcih – obarvano zgornjo površino drugega člena zadka. Na »obrazu« imajo dve močni vodoravni črti črne barve. Podobno obarvanost ima modroriti spremljevalec, ki pa je nekoliko večji in bolj čokat, poleg tega ima zelenkaste oči.
V Afriki letijo odrasli vse leto, prav tako se stalno selijo, tako da jih je možno opazovati tudi v hladnejših mesecih v Evropi. Na severu so najpogostejši med julijem in septembrom.

## Habitat in razširjenost
Vrsta se razmnožuje na poplavnih ravnicah, ki jih zalije voda ob monsunskem deževju, zato se ličinke hitro razvijajo, da odrastejo preden se njihov habitat izsuši. Zato je v Afriki pogosto mogoče opazovati roje, ki potujejo z monsunskimi frontami. Tudi izven glavnega območja razširjenosti se razmnožuje v plitvih, nezaraščenih kotanjah z vodo, ki je lahko polslana.
Afriški minljivec je izrazit selivec, ki kmalu po preobrazbi zapusti domače okolje. Zato je območje razširjenosti ogromno in poleg Afrike obsega skoraj vso Evropo in Jugozahodno Azijo, posamezne osebke pa so našli še dlje; priložnostno namreč zaidejo proti severu vse do Ferskih otokov in Islandije, proti vzhodu pa vse do Japonske. Pojavljanje v Evropi je povsem odvisno od prišlekov iz Severne Afrike in Jugozahodne Azije, saj niso sposobni preživeti zime v zmernem pasu; spomladi in poleti se lahko izmenjata do dve generaciji, nato pa lokalna populacija pozimi odmre in jo naslednjo pomlad nadomestijo novi prišleki z juga. Posledično njihova številčnost močno niha iz leta v leto. Po drugi strani so v začetku 21. stoletja začeli opažati osebke v Južni Ameriki in na Karibih (Francoska Gvajana, Gvadelup, Brazilija). Tam so kasneje našli tudi vsaj en mladosten osebek, kar je dokaz, da se tam začenjajo tudi razmnoževati.
Za Slovenijo je znana samo peščica najdb, kar se povsem ujema s priložnostnim pojavljanjem v Evropi. Prvo znano najdišče je bilo celo v enem najbolj degradiranih okolij v državi – v deponiji Cinkarne Celje pri Proseniškem. Po standarni metodologiji ustreza merilom za skrajno ogroženo vrsto, kar pa v primeru izrazitega selivca nima pomena.